# Insision
Insision ist eine schwedische Death-Metal-Band aus Stockholm, die im Jahr 1997 gegründet wurde.

## Geschichte
Die Band entstand im Jahr 1997 aus dem Zerfall der beiden Stockholmer Bands Embalmer und Ildoor. Im Folgejahr erschien das erste Demo namens Meant to Suffer. Kurz danach kam Gitarrist Roger Johansson zur Band. Durch das Demo wurde das Label Heathendoom Music auf die Band aufmerksam und nahm diese unter Vertrag. Im Jahr 1999 wurde die EP The Dead Live On im Necromorbus Studio aufgenommen und kurz darauf veröffentlicht. Kurz nach der Veröffentlichung verließen Gitarrist Joonas Ahonen und Sänger Johan Thornberg die Band. Etwas später kam Bassist Daniel Ekroth und Sänger Carl Birath zur Besetzung. Danach folgten Auftritte zusammen mit Dark Funeral, Merciless und The Haunted.
Im Jahr 2000 erschien das Demo Promo 2000, das im Real Studio aufgenommen wurde. Nach der Veröffentlichung folgten weitere Auftritte zusammen mit Hypocrisy, Necrophobic und Merciless. Im Jahr 2001 kam Gitarrist Tobias Brynedal zur Band. Die Gruppe bestand nun aus fünf Mitgliedern und spielte in dieser Form ihr erstes Konzert zusammen mit der Band Disgorge. Danach begab sich die Band in das Necromorbus Studio, um eine Split-Veröffentlichung aufzunehmen, auf der auch die Gruppe Inveracity zu hören war. Die Aufnahme zu Split-Veröffentlichung wurde außerdem als Demo unter dem Namen Revelation of the Sado God veröffentlicht. Danach unterschrieb die Band einen Vertrag bei Wicked World, einem Sublabel von Earache Records. Im Oktober wurde das Debütalbum Beneath the Folds of the Flesh im Berno Studio aufgenommen und im April 2002 veröffentlicht. Danach folgten weltweite Auftritte. 
Im Jahr 2004 begab sich die Band ins Studio, um das Album Revealed and Worshipped im Juli zu veröffentlichen. Zu dieser Zeit verließen Schlagzeuger Thomas Daun und Gitarrist Tobias Brynedal die Band. Mitte des Jahres kam Schlagzeuger Marcus Jonssonzur Band. Danach folgte eine Tour durch Europa sowie einige weitere kleinere Auftritte und Touren. Nach einer Tour gegen Ende des Jahres zusammen mit Suffocation, Disgorge und Dementor, folgte im Jahr 2005 eine Tour durch Finnland zusammen mit Godhate. Danach folgte eine Tour durch Skandinavien mit The Haunted, Marcus Jonsson neuer Schlagzeuger der Band war.
Im Jahr 2007 erschien das nächste Album namens Ikon über Dental Records.

## Stil
Die Band spielt eine sehr aggressive Form des Death Metal, wobei der gutturale Gesang extrem tief ist. Die Musik wird mit anderen Bands wie Regurgitate, Deranged, Murder Squad, Murder Corporation, Vomitory, Aeon, Killaman, Birdflesh, Nasum und Jigsore Terror verglichen.

## Diskografie
- 1998: Meant to Suffer (Demo, Eigenveröffentlichung)
- 1998: Live Like a Worm (Demo, Eigenveröffentlichung)
- 1999: The Dead Live On (EP, Heathendoom Music)
- 2000: Promo 2000 (Demo, Eigenveröffentlichung)
- 2001: Revelation of the Sadogod (Demo, Eigenveröffentlichung)
- 2002: Beneath the Folds of Flesh (Album, Wicked World)
- 2002: Insision / Inveracity (Split mit Inveracity, Nuclear Winter Records)
- 2003: Supreme Brutal Legions - Volume 1 (Split mit Cardiac Necropsy, Vrykolakas, Lacerate und Koma, Vrykoblast Productions)
- 2004: Revealed and Worshipped (Album, Wicked World)
- 2007: Ikon (Album, Dental Records)
- 2011: End of All (Album, Sevared Records)